# Xysmalobium kaessneri
Xysmalobium kaessneri là một loài thực vật có hoa trong họ La bố ma. Loài này được S.Moore miêu tả khoa học đầu tiên năm 1908.